# Druga bitka pri Ypresu
Druga bitka pri Ypresu je bila bitka med prvo svetovno vojno na Zahodni fronti, ki je potekala od 22. aprila – 25. maja 1915 za nadzor nad Belgijskim mestom Ypres. Bitka je znana po tem, da je bila prvi spopad v katerem so uporabili bojni plin klor na Zahodni fronti.

## Bitka

### Bitka za greben Gravenstafel
22. aprila ob 5. uri je nemška vojska pri zaselku Gravenstafel sprostila 168 ton klorovega plina preko 6,5 km dolgega območja do linije, ki je bila pod nadzorom francoskih teritorialnih ter maroških in alžirskih vojakov enotah 45. in 87. divizije.  Čeprav je bil strupen plin že uporabljen, v bitki pri Bolimówu tri mesece prej, kjer pa je plin zamrznil in postal negiben. Nemški vojaki so na roke nesli okoli 5.730 plinskih jeklenk, ki so tehtale 41 kg vsaka posebej. Da je plin lahko prišel do sovražnikove linije so potrebovali veter ter jeklenke so odpirali na roko. Zaradi tega je bilo veliko število nemških vojakov bilo ranjenih ali ubitih  med izvajanjem napada. Francoske enote, ki so bile na v dometu plina so imele okoli 6000 žrtev. Veliko jih je umrlo v prvih 10 minutah (večina zaradi zadušitve ter poškodb tkiv v pljučih) in še več jih je oslepelo. Klor se v stiku z vodo oblikuje v hipoklorovo kislino, ki uniči večino tkiva v pljučih in očeh. Klor, gostejši od zraka je kmalu napolnil jarke ter prisilil vojake, da pobegnejo iz jarkov, v hud sovražnikov ogenj.